# Milan Šperl
Milan Šperl (ur. 26 lutego 1980 w Karlowych Warach) – czeski biegacz narciarski. Jego największym sukcesem jest brązowy medal wywalczony na mistrzostwach świata w Sapporo w sprincie drużynowym. Jego najlepszym indywidualnym wynikiem olimpijskim jest 27. miejsce w biegu na 50 km stylem dowolnym na igrzyskach olimpijskich w Turynie. Najlepsze wyniki w Pucharze Świata uzyskał w sezonie 2006/2007 kiedy to zajął 73. miejsce w klasyfikacji generalnej.
W 2010 r. zakończył karierę.

## Sukcesy

### Igrzyska olimpijskie
| Miejsce | Dzień     | Rok  | Miejscowość    | Konkurencja          | Czas biegu | Strata   | Zwycięzca             |
| ------- | --------- | ---- | -------------- | -------------------- | ---------- | -------- | --------------------- |
| 45.     | 12 lutego | 2002 | Salt Lake City | 15 km st. klasycznym | 1:11:31,0  | +4:09,3  | Andrus Veerpalu       |
| 52.     | 14 lutego | 2002 | Salt Lake City | 2 × 10 km łączony    | 49:48,9    | +2:51,8  | Thomas Alsgaard       |
| 49.     | 23 lutego | 2002 | Salt Lake City | 50 km st. klasycznym | 2:06:20,8  | +22:08,0 | Michaił Iwanow        |
| 35.     | 12 lutego | 2006 | Turyn          | 2 × 15 km łączony    | 1:17:00,8  | +3:15,9  | Jewgienij Diemientjew |
| 27.     | 26 lutego | 2006 | Turyn          | 50 km st. dowolnym   | 2:06:11,8  | +50,1    | Giorgio Di Centa      |
| 43.     | 15 lutego | 2010 | Vancouver      | 15 km st. dowolnym   | 33:36,3    | +2:10,1  | Dario Cologna         |

### Mistrzostwa świata
| Miejsce | Dzień     | Rok  | Miejscowość   | Konkurencja                      | Czas biegu | Strata  | Zwycięzca           |
| ------- | --------- | ---- | ------------- | -------------------------------- | ---------- | ------- | ------------------- |
| 54.     | 19 lutego | 2003 | Val di Fiemme | 30 km stylem klasycznym          | 1:12:29,3  | +8:57,3 | Thomas Alsgaard     |
| 40.     | 21 lutego | 2003 | Val di Fiemme | 15 km stylem klasycznym          | 35:47,5    | +2:16,4 | Axel Teichmann      |
| 46.     | 26 lutego | 2003 | Val di Fiemme | Sprint stylem dowolnym           | -          | -       | Thobias Fredriksson |
| 59.     | 20 lutego | 2005 | Oberstdorf    | 2 × 15 km łączony                | 1:19:20,5  | +7:50,6 | Vincent Vittoz      |
| 6.      | 27 lutego | 2005 | Oberstdorf    | 50 km stylem klasycznym          | 2:30:10,1  | +8,5    | Frode Estil         |
| 3.      | 23 lutego | 2007 | Sapporo       | Sprint drużynowy stylem dowolnym | 17:50,6    | +0,7    | Włochy              |
| 44.     | 28 lutego | 2007 | Sapporo       | 15 km stylem dowolnym            | 35:50,0    | +3:03,3 | Lars Berger         |
| 8.      | 2 marca   | 2007 | Sapporo       | Sztafeta 4 × 10 km               | 1:30:49,2  | +2:07,6 | Norwegia            |
| 53.     | 22 lutego | 2009 | Liberec       | 2 × 15 km łączony                | 1:15:52,4  | +5:36,4 | Petter Northug      |
| 32.     | 1 marca   | 2009 | Liberec       | 50 km stylem dowolnym            | 1:15:52,4  | +3:52,7 | Petter Northug      |

### Puchar Świata

#### Miejsca w klasyfikacji generalnej
- sezon 2004/2005: 106.
- sezon 2005/2006: 77.
- sezon 2006/2007: 73.
- sezon 2007/2008: 85.
- sezon 2008/2009: 153.

#### Miejsca na podium
Šperl nigdy nie stanął na podium zawodów Pucharu Świata.